# 川原田家住宅

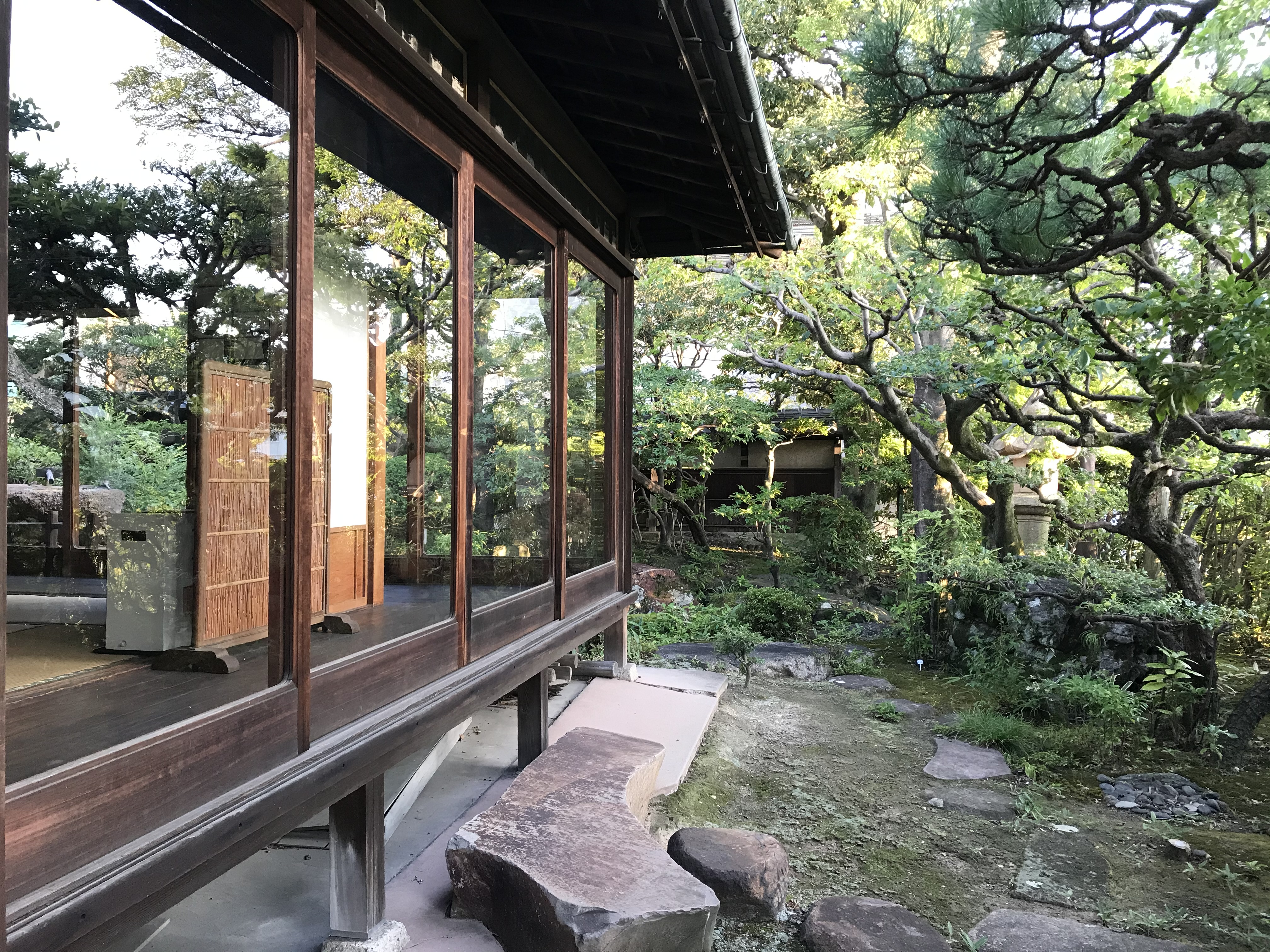
西側

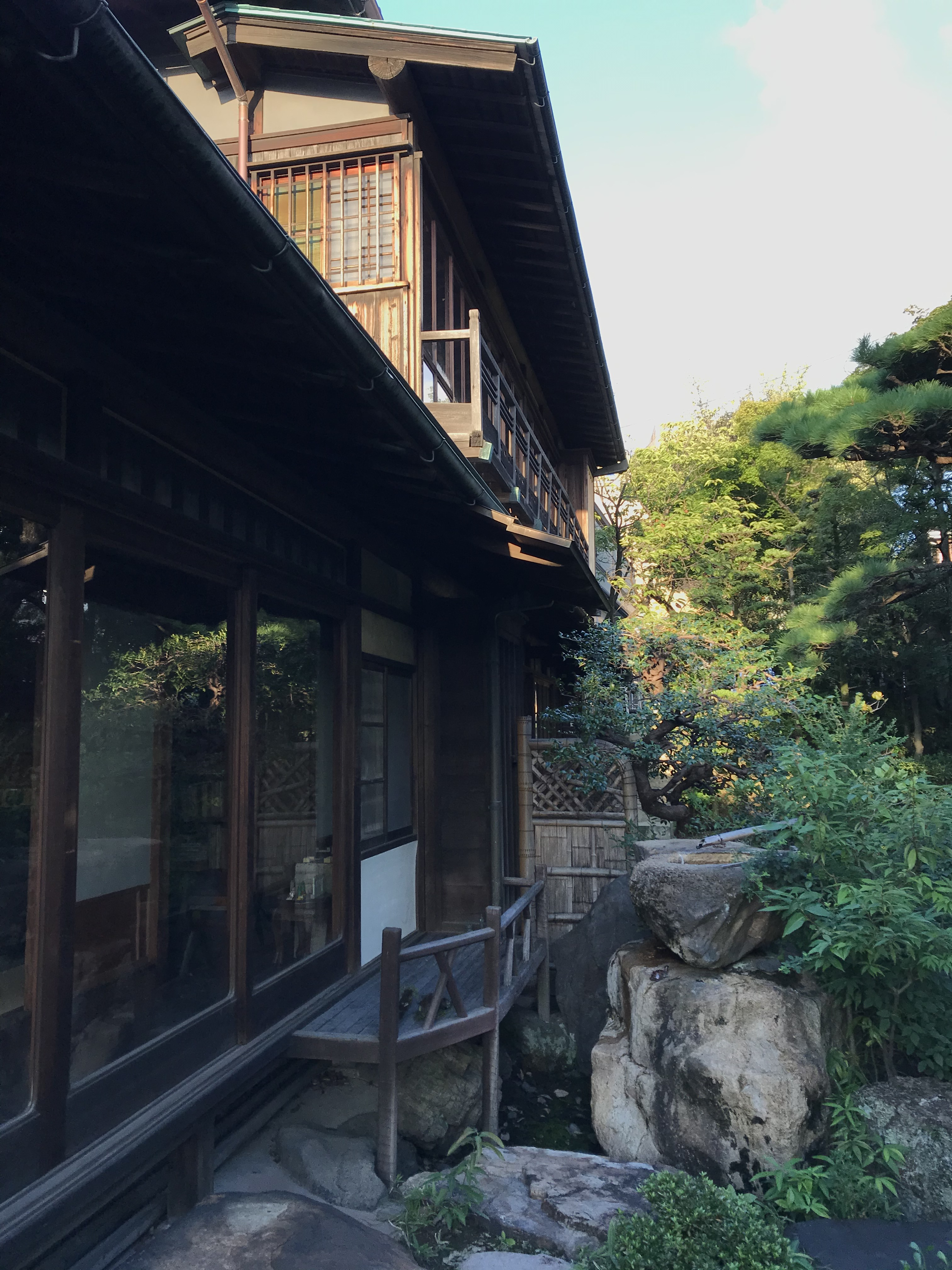
南側

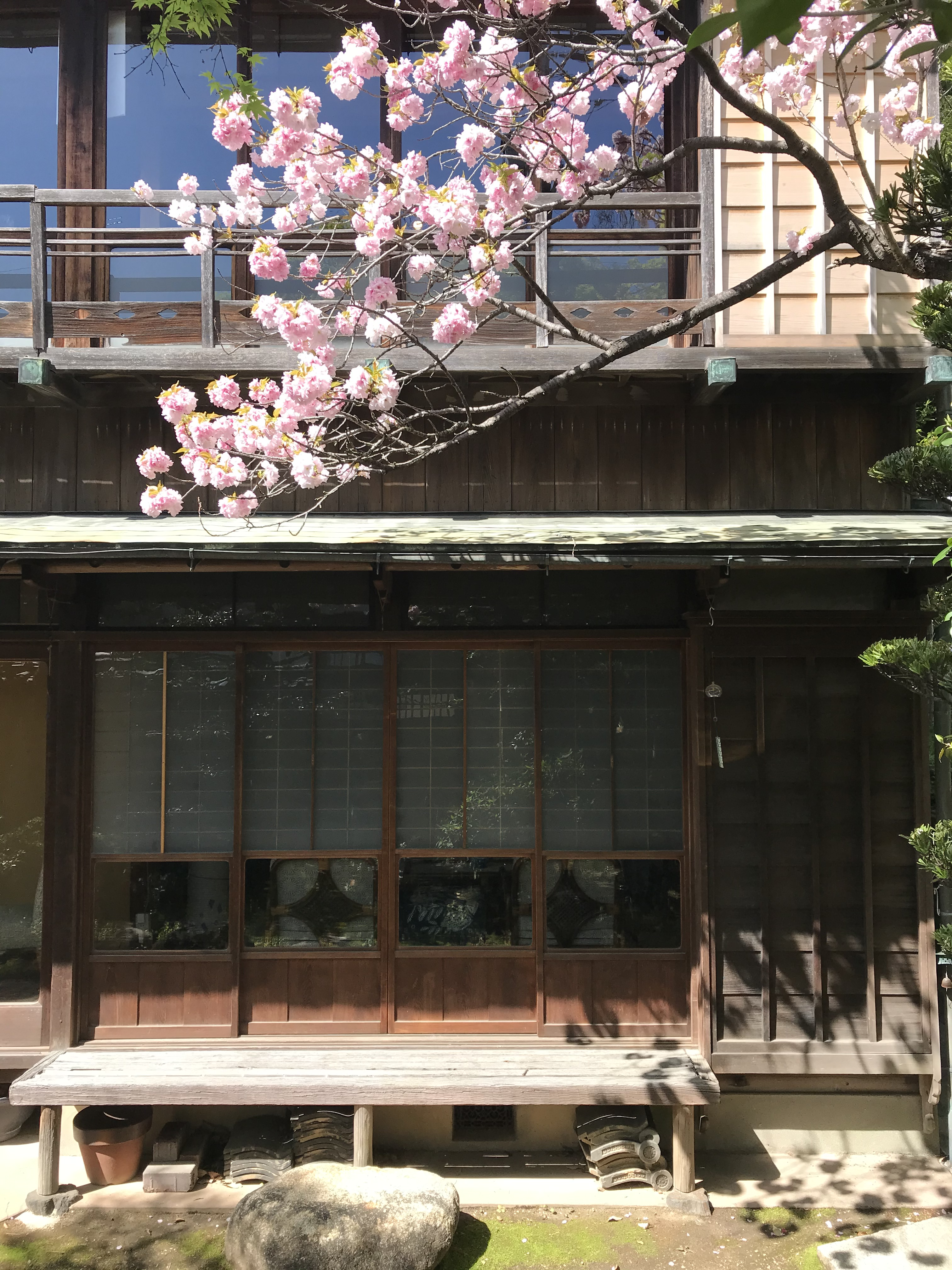
日本庭園に咲く八重桜

川原田家住宅（かわらだけじゅうたく）は、愛知県名古屋市昭和区南山町に所在する歴史的建築物。国の登録有形文化財に登録されている。

## 特徴
川原田家住宅のある名古屋市昭和区南山町は、大正から昭和にかけて耕地開発された場所である。坂を下った角地にコンクリート壁に大谷石を張った石垣と、瓦葺の黒い板塀で囲われ、開発当初よりあった屋敷林が生い茂っている。北西に門があり、入ると大きな石の階段と折れ曲がった露地が玄関に繋がっている。
主屋は木造2階建て入母屋造の和風建築だが、洋間もあり、玄関にはモザイクタイルを敷く。当時流行った典型的な和洋折衷住宅ながら設計者の趣向が反映されたモダンな感覚のデザインとなっている。窓の造形が多様で、空間の性質と方位にあわせて多数の窓が開けられており、換気と採光に優れる。

## 歴史
1937年（昭和12年）に主屋が、ほかはその翌年に、材木商だった川原田信男によって建てられた。連合国軍占領下にはアメリカ軍に接収された時期もあったという。

### 建築の背景
1923年（大正12年）12月には八事耕地整理組合が設立され、八事山周辺の大規模な開発が始まると、1925年（大正14年）12月には南山地区にも南山耕地整理組合が設立された。南山耕地整理地区の開発は不整形で自然的な街路を特徴とする山林都市構想を前提としており、土地の傾斜をうまく用いた街区割による宅地化がなされた。
南山耕地整理組合は1932年（昭和7年）9月に解散したが、八事風致協会を設立して地区内の風致の保護に努めた。南山耕地整理地区は八事山周辺でも有数の高級住宅街となっている。

### 設計者
設計者は丹羽英二である。武田五一が校長を務める名古屋高等工業学校（現在の名古屋工業大学）建築科では鈴木禎次教授らに師事し、1930年（昭和5年）に独立して丹羽建築設計監督事務所（現・丹羽英二建築事務所）を創設した。丹羽英二が設計した代表的な建築物としては、岐阜県下呂市の下呂温泉 湯之島館、名古屋市の料亭加茂免などがある。

### 近年の動向
現在の家主である川原田淳・川原田みどり夫妻は、傷んだ土壁や建物の床を修復するなどして維持している。2017年（平成29年）以降にはワークショップや展覧会の会場として貸し出すこともあり、紅茶レッスンやフラワーアレンジメントなどの講座が開催されている。イベントでの活用は「多くの人に見てもらうことで次世代につなぎたい」というねらいで、2016年（平成28年）頃から始めた。
「昭和前期の都市近郊住宅の様相を伝える貴重な建造物」と評価され、2019年（令和元年）11月15日には国の文化審議会によって登録有形文化財とするよう文部科学大臣に答申された。2020年（令和2年）4月3日に登録有形文化財に登録された。
2020年（令和2年）秋に愛知登文会が主催した「あいちのたてもの博覧会」では、オンラインで建物内部が公開された。

## 登録有形文化財
登録されているのは主屋と表門と塀、裏門と塀、石垣の3棟1基。
主屋 1棟
建築面積144平方メートル。木造2階建の入母屋造桟瓦葺、一部下屋が銅板葺。鉄筋コンクリート造の地下階がある。
表門と塀
表門は敷地北西の隅に北面して建つ。間口2.1メートル。腕木門で切妻造、桟瓦葺の屋根を載せる。東側の袖塀に潜戸がある。塀は腕木で桟瓦葺屋根を受ける構造で、土壁、腰の外側を竪板張、内側は杉皮張。総延長26メートル。
裏門と塀
門は敷地内側にやや後退し、引違戸を建てた木造で瓦葺。間口が1.7メートル。塀は総延長15メートル。腕木で桟瓦葺屋根を受け、土地の勾配に合わせ、高さを3段に切替え、裏門の屋根と塀は一体化して、敷地内側に葺を下ろした構造。東側の塀は裏門とともに欄間を飾る。
石垣
敷地の西面及び南面の一部の敷地の境界となっている石垣で、総延長33メートル。鉄筋コンクリート造のL型擁壁に大谷石を切石布積風に貼り付ける。上部は多種の樹木が植わった生垣となっており、端に笠石が載せる。
大谷石は栃木県で産出される石材であるが、名古屋市においては民家の塀などに用いられている場合があり、また飲食店の内装などに使われる頻度も増えている。昭和初期の名古屋市で普及していた建築用石材は三留野石であり、名古屋市市政資料館、名古屋市公会堂、旧加藤商会ビル、名古屋陶磁器会館などに用いられている。

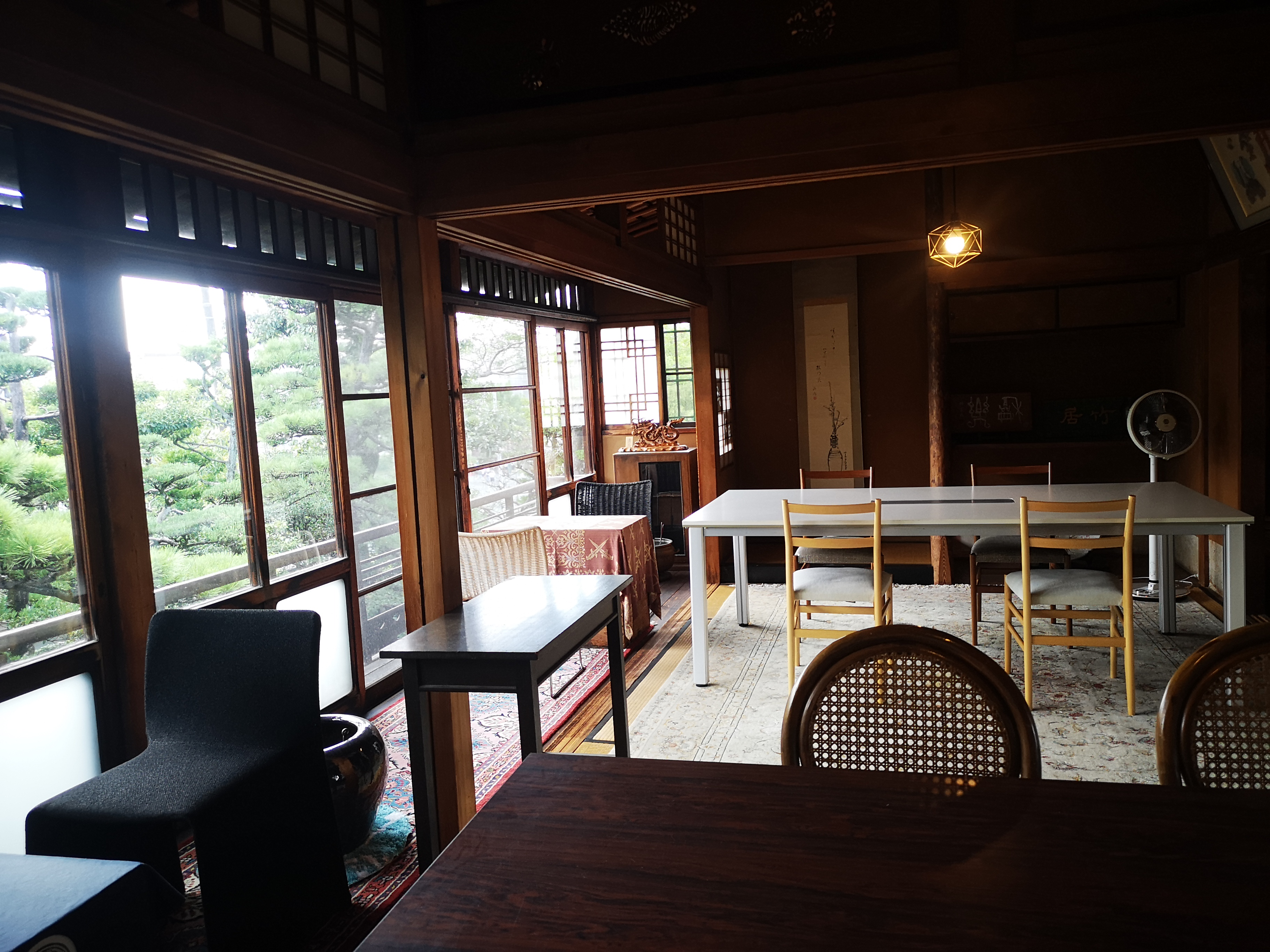
主屋2階
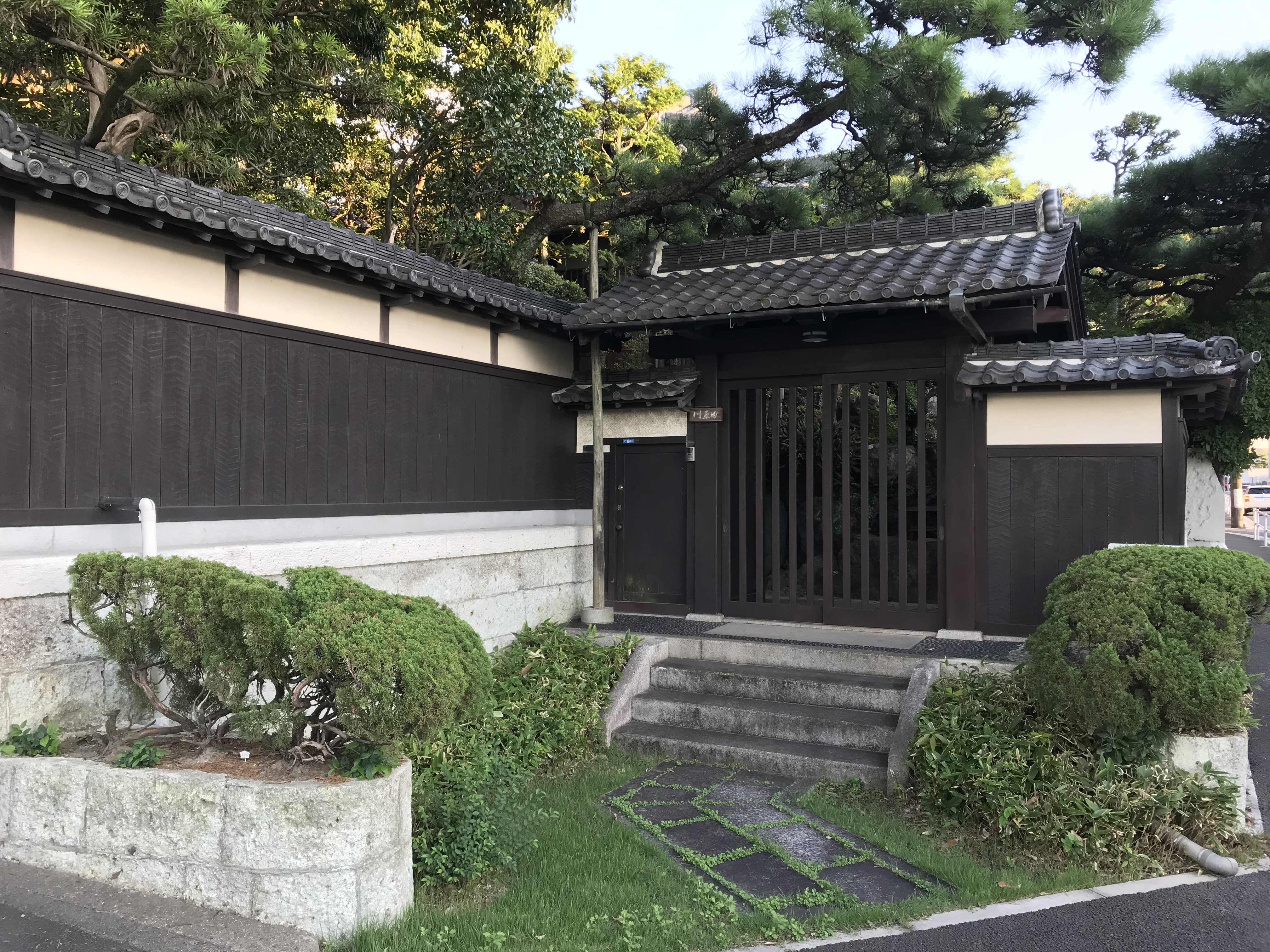
表門と塀
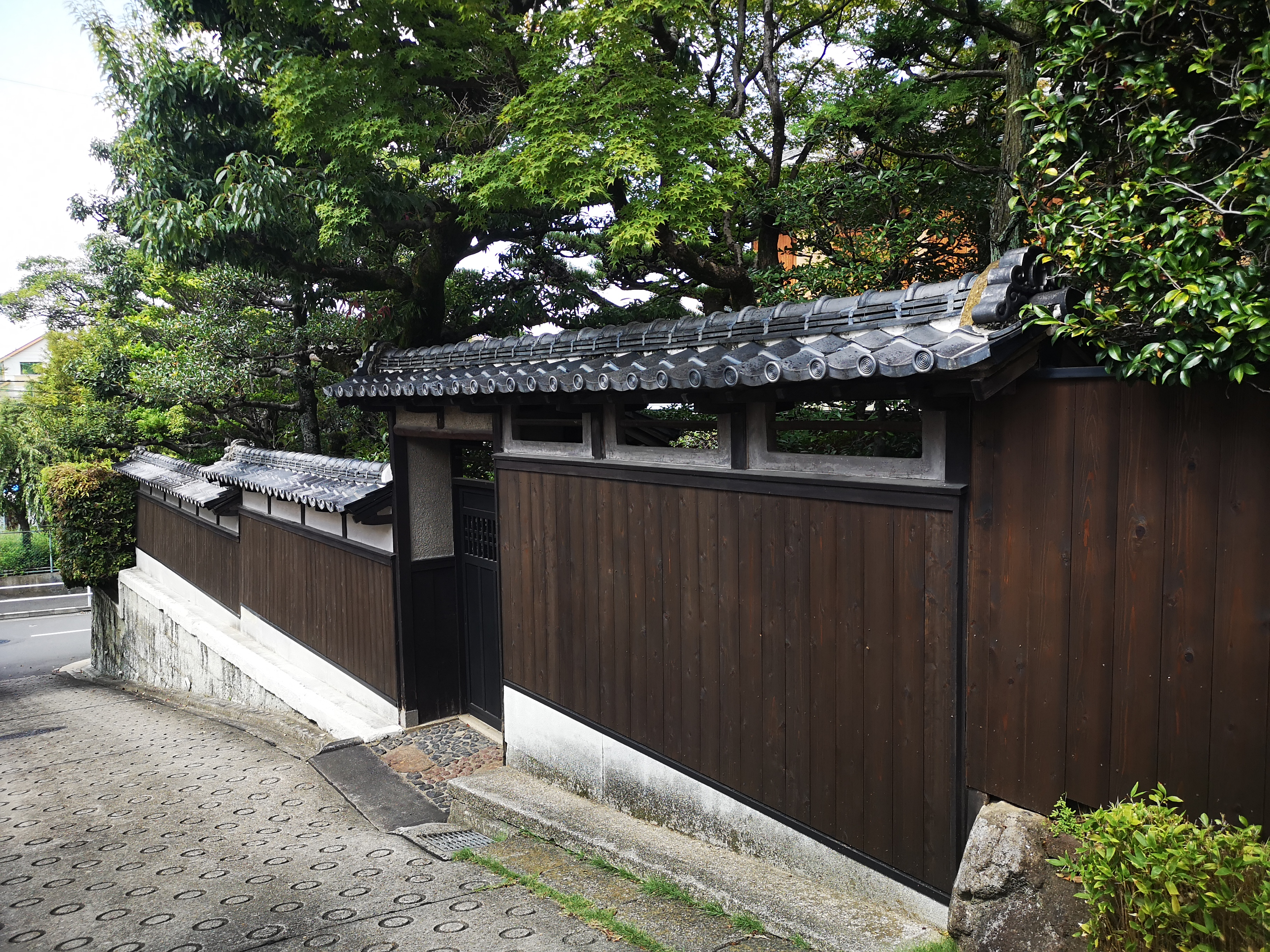
裏門と塀
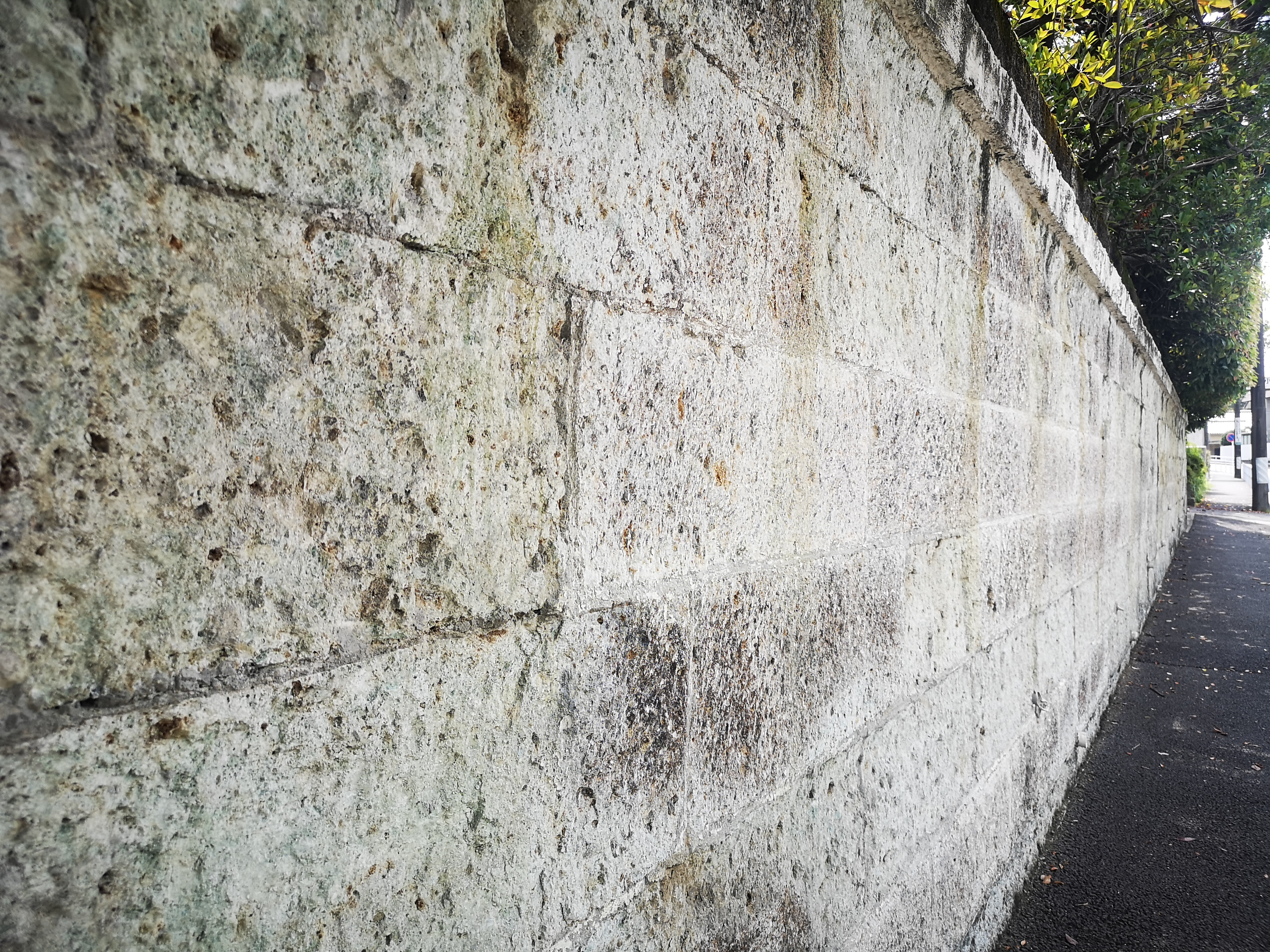
石垣
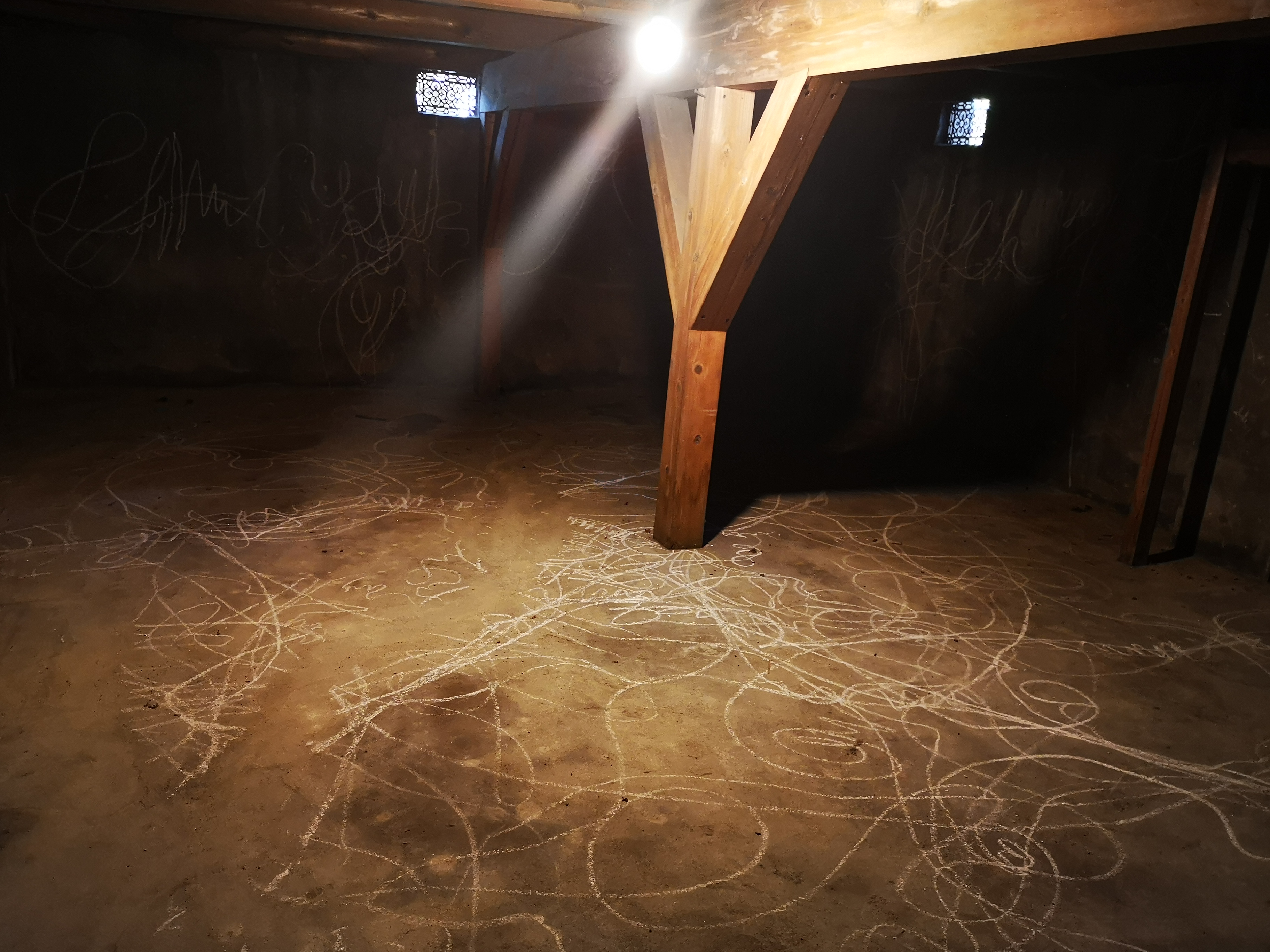
地階

## 現地情報
所在地
愛知県名古屋市昭和区南山町25
名古屋市営地下鉄鶴舞線いりなか駅近くの住宅街、八事山の丘陵を下った場所の角地にある。正面には登録有形文化財の南山学園ライネルス館がある。
公開事業
施設見学等の一般公開はしていないがイベント等の会場に使われることがある。
交通アクセス
名古屋市営地下鉄鶴舞線いりなか駅より徒歩8分

### 周辺施設
- 南山学園ライネルス館 – 登録有形文化財
- 昭和美術館